# Caravan
Caravan — британская группа кентерберийской сцены, образованная в 1968 году бывшими участниками группы The Wilde Flowers Паем Хастингсом (вокал, гитара), Ричардом Синклером (вокал, бас-гитара), Дэвидом Синклером (клавишные) и Ричардом Кафланом (барабаны).
Caravan, наряду с Soft Machine, был ведущим представителем музыкального направления, называемого Кентерберийская сцена, сочетая в своём звучании элементы психоделического рока, фолка и джаза. Отличительной чертой музыки Caravan были продолжительные мелодичные фолково-джазовые фантазии с замысловатым инструментальным контрапунктом и изрядной долей юмора. Наибольший успех Caravan выпал на 1968—1973 годы. Группа существует как концертирующий коллектив по сей день.

## История
Первый альбом группы Caravan (1968) был гибридом поп-музыки, джаза и психоделии, сыграв важную роль как в становлении звучания группы, так и формировании особенностей музыкальной школы Кентербери в целом. Альбом включал первый фирменный психоделический джем группы «Where But For Caravan Would I», который был написан совместно с Брайаном Хоппером.
Второй альбом If I Could Do It All Over Again, I'd Do It All Over You (1970) стал огромным шагом вперёд и определяющим моментом в истории группы, которой удалось сформировать собственный стиль. Материал альбома представлял собой оригинальную смесь юмора и прогрессивных звуков, взятых из классики, джаза и традиционной английской музыки. Силу альбома определили клавишник Дэвид Синклер, который исполнял молниеносно-быстрые органные соло и писал длинные, сложные и тщательно аранжированные композиции, а также два очень талантливых и дополнявших друг друга вокалиста, Пай Хастингс и Ричард Синклер. Также Джимми Хастингс, старший брат Пая Хастингса, внёс большой вклад на саксофоне и флейте, как в этой, так и в большинстве последующих работ Caravan, хотя формально он не был членом группы.
Вскоре Caravan добился известности в университетских кругах и был приглашён в самую популярную музыкальную программу британского телевидения Top of the Pops. После появления на телевидении интерес к группе стал быстро расти по всей стране.
Следующий альбом группы In the Land of Grey and Pink (1971) стал самым известным и, наверное, самым удачным альбомом группы. Он продемонстрировал соблазнительно-мягкую смесь хард-рока, фолка, классики и джаза с острым чувством мелодии, тонким и забавным остроумием и элементами толкиенистского фэнтези. Условно альбом делится на две части, первая из которых содержит композиции Ричарда Синклера (за исключением одной поп-песни Пая Хастингса). Вторая часть представляет собой 23-минутную сюиту Дэвида Синклера «Nine Feet Underground», одну из наиболее смелых в музыкальном плане пространных композиций, появившихся на заре эпохи прогрессивного рока. Солирование в альбоме поделили между собой неземной орган Синклера, пламенная гитара Пая Хастингса и духовые Джимми Хастингса, а вокальные партии вновь исполнили Пай и Ричард.
В 1971 году Дэвид Синклер ушёл из Caravan в группу Роберта Уайетта Matching Mole. Его сменил пианист из джазовой группы Delivery Стив Миллер. Под влиянием Пая Хастингса началась музыкальная эволюция группы в сторону более легко воспринимаемого и коммерческого материала.
Очередной альбом Waterloo Lily (1972) был шагом в направлении синтеза джаза с поп-музыкой. Первую его часть составили композиция Ричарда Синклера «Waterloo Lily», а также длинный джем «Nothing At All», в записи которого приняли участие джазовый саксофонист Лол Коксхилл и брат Стива гитарист Фил Миллер. Вторую часть альбома составили короткие поп-песни Пая Хастингса и длинная многочастная сюита «The Love In Your Eye» со струнными инструментами и прекрасным соло на флейте в исполнении Джимми Хастингса.
После выхода этого альбома Ричард Синклер и Стив Миллер покинули Caravan и присоединились к Филу Миллеру в новой группе Hatfield and the North. В группу пришёл скрипач Джефф Ричардсон, который позже стал играть также на флейте и гитарах. Другим новым членом стал басист Джон Перри. Поскольку клавишника найти не удалось, группа вновь пригласила Дэвида Синклера, который после записи нового альбома и последовавшего тура решил остаться в группе на постоянной основе.
Альбом For Girls Who Grow Plump In The Night (1973) оказался очень достойным, хотя и звучал не вполне как классический Caravan. Кентерберийский звук уступил место более обтекаемому симфоническому подходу. Пай Хастингс был автором практически всего материала, за исключением некоторых частей завершающей сюиты «A-Hunting We Shall Go».
В октябре 1973 года в Театре Друри-Лейн в Лондоне Caravan дал концерт вместе с классическим симфоническим оркестром. Довольно интересная, хотя и не вполне совершенная запись этого концерта составила альбом Caravan and the New Symphonia (1974).
Вскоре Джон Перри покинул группу и был заменён на Майка Веджвуда, игравшего ранее, в частности, в группе Curved Air. В 1975 году Caravan совершил 50-концертное турне по США и Канаде, отзывы о котором были положительными. Группа также выпустила новый альбом Cunning Stunts (1975), который был первым и единственным альбомом группы, попавшим в чарты одновременно и в США, и в Великобритании. Альбом содержит две вещи Дэвида Синклера (18-минутная сюита «The Dabsong Conshirto» и песня «The Show Of Our Lives», спетая Майком Веджвудом). Веджвуд также написал две более коммерческие песни в альбоме — романтическую «Lover» и более энергичную фанковую «Welcome The Day». В целом альбом обозначил отход Caravan от оригинального британского стиля в направлении приглаженного американского подхода в производстве и аранжировках.
Cunning Stunts, несмотря на коммерческий успех, был скорее концом, чем новым началом для группы. Последовала серия посредственных релизов и смен состава, завершившаяся воссоединением изначальных членов лишь в 1982 году. В 1975 году Дэвида Синклера заменил Ян Шелхаас.
Следующий альбом Blind Dog At St. Dunstans (1976) получился более поп-ориентированным, но и более цельным, поскольку практически весь материал написал один Хастингс. Наиболее удачными оказались две сюиты средней длины — «A Very Smelly, Grubby Little Oik» и лирическая «All The Way», где Джимми Хастингс играет на флейте, кларнете и альт-саксофоне.
В ноябре-декабре 1976 года Caravan отправился в тур по Британии и Европе для продвижения своего сборника The Canterbury Tales (1976). Дэвид Синклер на это время присоединился к группе, играя на клавишных попеременно с Шелхаасом. Во французской части тура Caravan выступал вместе с двумя ветеранами Кентерберийской сцены — группой Soft Machine и Кевином Эйерсом. После этих гастролей Майка Веджвуда в составе группы сменил Дек Мессекар.
Альбом Better By Far (1977) по большей части состоял из поп-мелодий и лишь пары более амбициозных треков. В целом он оставил слушателей в недоумении, та ли это самая группа, которая выпускала легендарные альбомы начала 1970-х годов. Тем не менее, Caravan продолжал гастролировать по Британии и Европе на протяжении всего 1977 года.
В 1978 году из-за долгов менеджмента группу пришлось распустить на 2 года. В этот период Пай Хастингс работал над сольными проектами, Кафлан играл в других кентерберийских группах, Ричардсон работал в Penguin Cafe Orchestra, а Шелхаас и Дэвид Синклер приняли участие в концертном туре группы Camel. В конце концов Шелхаас остался в Camel вплоть до 1981 года.
В октябре 1979 года Caravan был воссоздан в старом составе (за исключением Дэвида Синклера), и на следующий год группа выпустила The Album (1980), написанный в основном в том же поп-направлении, как и предыдущий альбом, хотя авторство на этот раз в основном принадлежало всему коллективу. Альбом включал и несколько песен из нереализованного сольного проекта Дэвида Синклера середины 1970-х годов, среди них чувственная композиция «Piano Player».
В работе над очередным альбомом место ушедших Ричардсона и Мессекара вновь занял Ричард Синклер. Таким образом, был воссоздан классический состав Caravan, который и записал альбом Back To Front (1982). В альбоме есть как удачные вещи, такие как «Back To Herne Bay Front», «All Aboard» и «Proper Job», так и несколько слабых песен.
В 1983 году Caravan в составе Хастингса, Ричардсона, Шелхааса, Синклера и Кафлана сыграл два концерта в клубе Marquee в Лондоне, а в 1984 году выступил на Кентерберийском фестивале.
После этого о Caravan ничего не было слышно вплоть до 1990 года, когда группу попросили воссоединиться в оригинальном составе (плюс Джимми Хастингс) для записи в телевизионном шоу, после чего группа гастролировала ещё на протяжении 2 лет, в основном по Англии и Италии.
Затем Caravan прекратил активную деятельность, но в декабре 1994 года Пай и Джимми Хастингсы, Дэвид Синклер, Ричардсон и Кафлан вместе с басистом Джимми Левертоном записали альбом The Battle Of Hastings (1995), приятную коллекцию попсовых мелодий с классическим звучанием Caravan, включавшим орган, скрипку, флейту, саксофон и неподражаемый вокал Хастингса.
Ещё через 2 года Пай Хастингс и Ричардсон записали под именем Caravan альбом All Over You (1996), состоящий из классических вещей Caravan 1968—1973 годов в осовремененной акустической обработке. Дэвид Синклер и Ричард Кафлан участвовали в записи лишь 2 песен, остальной материал был записан с помощью секвенсеров и драм-машины.
В 1996—1997 годах группа вновь концертировала по Европе. В 1999 году Пай Хастингс выпустил второй альбом переработок классических композиций Caravan под названием All Over You Too (1999). В 2002 году состоялись очередные гастроли группы и участие в нескольких фестивалях.
Новый альбом группы под названием The Unauthorised Breakfast Item вышел в 2003 году. Он состоит в основном из песен Пая Хастингса, а также одной песни Дэвида Синклера «Nowhere To Hide» из ранее сделанных записей. Этот первый после 1995 года студийный альбом был довольно хорошо принят критикой, и за ним последовали интенсивные гастроли по Европе, США и Японии.
В 2010 году Пай Хастингс объявил о возобновлении деятельности группы в связи с записью студийного концерта для британского телеканала ITV, который был показан в эфире в цикле «Легенды». В январе 2013 года Caravan отправился в концертный тур по Великобритании, посвящённый 40-летию выхода в свет альбома For Girls Who Grow Plump In The Night.
В декабре 2013 году скончался бессменный барабанщик группы Ричард Кафлан. Ему на смену пришёл Марк Уокер, который принял участие в записи нового студийного альбома, получившего название Paradise Filter и вышедшего в конце 2013 года.
В августе 2021 года было объявлено, что 8 октября выходит новый студийный альбом None of Your Business. 22 сентября был представлен первый трек из него If I Was to Fly. В нынешний состав входят Пай Хастингс (гитара, вокал), Джеффри Ричардсон (альт, мандолина, гитара), Ян Шелхас (клавишные) и Марк Уолкер (ударные). После ухода Джима Левертона сессионным басистом стал Ли Померой из ELO, а на флейте сыграл Джимми Хастингс.

## Состав
Текущий состав
- Пай Хастингс (Pye Hastings) — гитара, вокал (1968—1978, 1980—1985, 1990—1992, 1995-настоящее)
- Джеффри Ричардсон (Geoffrey Richardson) — гитара, скрипка, виолончель, банджо, акустическая гитара (1972—1978, 1980—1981, 1995—1996, 1997-настоящее)
- Даг Бойл (Doug Boyle) — соло-гитара (1996—2007, 2013-настоящее)
- Ян Шелхаас (Jan Schelhaas) — клавишные, бэк-вокал (1975—1978, 2002-настоящее)
- Джим Левертон (Jim Leverton) — бас-гитара (1995-настоящее)
- Марк Уокер (Mark Walker) — ударные, перкуссия (2010-настоящее)

Бывшие участники
- Ричард Синклер — бас-гитара (1968—1972, 1981—1985, 1990—1992)
- Дейв Синклер — клавишные (1968—1971, 1973—1975, 1980—1985, 1990—1992, 1995—2002)
- Стив Миллер — клавишные (1971—1972)
- Дерек Остин — клавишные (1972—1973)
- Стюарт Эванс — бас-гитара (1972—1973)
- Джон Перри — бас-гитара (1973—1974)
- Майк Веджвуд — бас-гитара (1974—1976)
- Дек Мессекар — бас-гитара (1977—1978, 1980—1981)
- Саймон Бенталл — перкуссия (1996—1997)
- Джимми Хастингс — флейта, саксофон (1996—1997)
- Ричард Кафлан — ударные, перкуссия (1968—1978, 1980—1985, 1990—1992, 1995—2013)

## Дискография

### Студийные альбомы
- 1968 — Caravan
- 1970 — If I Could Do It All over Again, I'd Do It All over You
- 1971 — In the Land of Grey and Pink
- 1972 — Waterloo Lily
- 1973 — For Girls Who Grow Plump in the Night
- 1975 — Cunning Stunts
- 1976 — Blind Dog at St. Dunstans
- 1977 — Better by Far
- 1980 — The Album
- 1982 — Back to Front
- 1994 — Cool Water (записан в 1977)
- 1995 — Battle of Hastings
- 1999 — All Over You… Too (альбом ремейков)
- 2003 — The Unauthorised Breakfast Item
- 2013 — Paradise Filter
- 2021 — None of Your Business

### Концертные альбомы
- 1974 — Caravan and The New Symphonia (с симфоническим оркестром The New Symphonia Orchestra) (записан в 1973)
- 1991 — Radio One Live in Concert BBC 1975—1991 (записан в 1975)
- 1992 — Live 1990 (записан в 1990)
- 1998 — Ether Way (записан в 1975—1977)
- 1998 — Live in Holland: Back on the Tracks
- 1998 — Songs for Oblivion Fishermen (записан в 1970—1974)
- 1998 — Travelling Man
- 1999 — Live: Canterbury Comes to London (записан в 1997)
- 1999 — Surprise Supplies (записан в 1974)
- 1999 — Headloss
- 2002 — Bedrock in Concert
- 2002 — Green Bottles for Marjorie
- 2002 — Live at Fairfield Halls, 1974
- 2003 — A Night’s Tale (записан в 2002)
- 2003 — Nowhere to Hide (записан в 2002)
- 2003 — With Strings Attached (записан в 2002)
- 2006 — Here I Am
- 2007 — The Show of Our Lives — Caravan at the BBC 1968—1975 (записан в 1968—1975)
- 2011 — Live at Shepherds Bush Empire
- 2012 — Recorded Live in Concert at Metropolis Studios, London

### Сборники
- 1991 — Songs and Signs
- 1994 — The Best of Caravan — Canterbury Tales
- 1996 — All Over You
- 2000 — Travelling Ways: The HTD Anthology
- 2000 — Where but for Caravan Would I?